# Helicodiscidae
Helicodiscidae is een familie van weekdieren uit de klasse van de Gastropoda (slakken).
Het aardschijfje (Lucilla scintilla) is een vertegenwoordiger uit deze familie die sporadisch in Nederland wordt waargenomen.

## Geslacht
- Lucilla R. T. Lowe, 1852